# Liacarus kanekoi
Liacarus kanekoi är en kvalsterart som beskrevs av Bayartogtokh och Aoki 2002. Liacarus kanekoi ingår i släktet Liacarus och familjen Liacaridae. Inga underarter finns listade i Catalogue of Life.